# Pradosia argentea
Pradosia argentea – gatunek rośliny należący do rodziny sączyńcowatych. Był endemitem Cajamarci w Peru. Gatunek uznawany jest za wymarły.